# Udeterus magnificus
Udeterus magnificus är en skalbaggsart som beskrevs av Maria Helena M. Galileo 1987. Udeterus magnificus ingår i släktet Udeterus och familjen långhorningar.
Artens utbredningsområde är:
- Costa Rica.
- Panama.

Inga underarter finns listade i Catalogue of Life.